# Liste der Hochhäuser in Dortmund
Die Liste der Hochhäuser in Dortmund führt alle Dortmunder Hochhäuser auf, die eine strukturelle Höhe von 50 Metern erreichen oder diese überschreiten. Wolkenkratzer gibt es in Dortmund nicht, da kein Dortmunder Gebäude eine Dachhöhe von 150 Metern erreicht. Diese Höhe wird üblicherweise als Kriterium für Wolkenkratzer herangezogen.
Der Florianturm mit einer Höhe von 209 Metern ist kein Hochhaus im eigentlichen Sinne und fehlt demnach in der Liste. Auch die Türme der beiden Stadtkirchen St. Reinoldi und St. Petri mit einer Höhe von mehr als 100 Metern werden nicht berücksichtigt.

## Hochhäuser in Dortmund
| Nr. | Gebäude                                 | Höhe in m | Etagen              | Eröffnung                               | Architekten                      | Bemerkung                                                                         | Adresse                                                 | Bild                                    |
| --- | --------------------------------------- | --------- | ------------------- | --------------------------------------- | -------------------------------- | --------------------------------------------------------------------------------- | ------------------------------------------------------- | --------------------------------------- |
| 1.  | RWE Tower                               | 91        | 22                  | 2005                                    | Gerber Architekten               | RWE Westfalen-Weser-Ems                                                           | Dortmund Innenstadt-West, City                          | RWE Tower Dortmund                      |
| 2.  | Telekom-Hochhaus Dortmund               | 88        | 23                  | 1981                                    | Hentrich-Petschnigg und Partner  | Sitz von Westnetz                                                                 | Dortmund Innenstadt-Ost, Rheinlanddamm                  | Telekom-Hochhaus Dortmund               |
| 3.  | Westfalentower                          | 86        | 22                  | 2010                                    |                                  | Büros                                                                             | Dortmund Innenstadt-Ost, Westfalendamm                  | Westfalentower                          |
| 4.  | Harenberg City-Center                   | 70        | 21 (19 oberirdisch) | 1994                                    | Gerber Architekten               | Ehemals Sitz des Harenberg Verlags (Tätigkeit eingestellt 2023) und weitere Büros | Dortmund Innenstadt-West, City                          | Harenberg City-Center                   |
| 5.  | Dortmunder U                            | 70        |                     | 1926 (erstes Hochhaus der Stadt), Umbau | Emil Moog                        | Gärhochhaus der Dortmunder Union-Brauerei, Umbau zum Kreativzentrum               | Dortmund Innenstadt-West, Rheinische Straße             | Dortmunder U mit Dachkonstruktion       |
| 6.  | Sparkassen-Hochhaus                     | 67        | 17                  | 1969                                    |                                  | Sparkasse Dortmund                                                                | Dortmund Innenstadt-West                                | Hauptverwaltung der Sparkasse Dortmund  |
| 7.  | IWO-Hochhaus                            | 66        | 19                  | 1966                                    |                                  | Stadtverwaltung Dortmund                                                          | Dortmund Innenstadt-West, City                          | Das IWO-Hochhaus                        |
| 8.  | Mathetower                              | 60        | 11                  | 1968                                    |                                  | Technische Universität Dortmund                                                   | Dortmund-Eichlinghofen, Technische Universität Dortmund | Mathetower                              |
| 9.  | Ellipson                                | 60        | 19                  | 1999                                    | G. Schulze & Partner             | Büros                                                                             | Dortmund Innenstadt-Ost, Ruhrallee                      | Ellipson                                |
| 10. | Volkswohl Bund Hochhaus                 | 60        | 16                  | 2010                                    |                                  | Sitz der Volkswohl-Bund-Versicherungen                                            | Dortmund Innenstadt-West                                |                                         |
| 11. | Kronenturm                              | 60        |                     |                                         |                                  | ehemaliger Gärturm der Kronenbrauerei. Umbau in Vorbereitung.                     | Dortmund Innenstadt-Ost, Märkische Straße               |                                         |
| 12. | Wohnhochhaus an der Heiligegartenstraße | 60        | 18                  | 1971                                    |                                  | Wohnen                                                                            | Dortmund Innenstadt-Nord, Heiligegartenstraße           | Wohnhochhaus an der Heiligegartenstraße |
| 13. | Wohnhochhäuser Hannibal Ⅱ               | 60        | 18                  | 1975                                    | Günther Odenwaeller, Heinz Spieß | Nutzung 2017 untersagt, Baurecht für Sanierung besteht                            | Dortmund-Dorstfeld                                      | Hannibal Dorstfeld                      |
| 14. | Wohnhochhaus Clarenberg                 | 60        | 17                  | 1973                                    |                                  | Großwohnsiedlung                                                                  | Dortmund-Hörde                                          | Blick auf den Clarenberg                |
| 15. | Dreier-Hochhaus                         | 54        | 15                  |                                         |                                  | Firma Dreier                                                                      | Dortmund-Körne                                          | Dreier-Hochhaus                         |
| 16. | RWE Hochhaus am Rheinlanddamm           | 50        | 14                  | 1972                                    |                                  | RWE                                                                               | Dortmund Innenstadt-Ost, Rheinlanddamm                  | RWE Hochhaus am Westfalendamm           |
| 17. | Wohnhochhäuser Hannibal Ⅰ               | 50        | 14                  | 1972                                    |                                  | Wohnen                                                                            | Dortmund Innenstadt-Nord, Bornstraße                    | Der Hannibal an der Bornstraße          |

## Abgerissene Hochhäuser
| Gebäude                        | Höhe in m | Etagen | Eröffnung | Architekten | Bemerkung                                                                    | Adresse                              | Bild                            |
| ------------------------------ | --------- | ------ | --------- | ----------- | ---------------------------------------------------------------------------- | ------------------------------------ | ------------------------------- |
| Wohnhochhaus an der Kielstraße | 60        | 18     | 1969      |             | Geräumt 2002, zurückgebaut 2021. War auf Rang 13 der Hochhäuser in Dortmund. | Dortmund Innenstadt-Nord, Kielstraße | Hochhausruine in der Kielstraße |
| Volkswohl-Bund-Hochhaus        | 60        | 14     | 1973      |             | 2008 gesprengt                                                               | Dortmund Innenstadt-West             |                                 |